# Heideggerske begreber
Den tyske tænker Martin Heidegger er kendt for sit lange forsøg på at stille spørgsmålet om, og begribe meningen med væren. For at overhovedet kunne opstille problemet korrekt mente Heidegger, at det var nødvendigt at sætte parentes omkring filosofiens traditionelle fagtermer, hvorfor han i løbet af d. 20. århundrede indførte en række neologismer og tilpasset ordforråd, der ofte sammenførte idiomatiske ord og fraser fra det tyske sprog.

## Begreber

### Aletheia
(Oldgræsk: ἀλήθεια)
Aletheia (ἀλήθεια) er et oldgræsk ord for "u-lukkethed", "u-dækkethed", afsløring eller "sandhed". Ordet konnoterer også oprigtighed, såvel som faktualitet og realitet.

### Apofantisk
(tysk: Apophantisch)

### Begivenhed
(tysk: Ereignis)

### Bevendthed
Tekst mangler, hjælp os med at skrive teksten

### Brugstøj
(Tysk: das Zeug)
Brugstøj er det værende, der ikke er tilstedeværen, og som karakteriseres af vedhåndenhed. Kan også oversættes som grej, redskaber, værk (som i "menneskeværk").

#### Ting
(Tysk: Dinge)
Ting er det værende, der ikke er tilstedeværen, og som karakteriseres af forhåndenhed.

### Destruktion
(Tysk: Destruktion)

### Eksistens
(Tysk: Existenz)

### Eksistentiel og eksistential
(Tysk: Existenziell og Existenzial)
Heidegger skelner mellem eksistentiel og eksistential: med det første begreb menes den konkrete (ontiske) praksis, hvorimod det eksistentiale betegner den fænomenologiske (ontologiske) analyse af den konkrete praksis og dens forhold.

### Eksistentiale
De ontologiske bestemmelser vedrørende tilstedeværen kalder Heidegger for eksistentialerne. Heidegger adskiller dem fra kategorierne, der beskriver de ontologiske forhold vedrørende brugstøj og ting.

### Forhånden
(Tysk: Vorhanden; også forhåndenhed, forhåndenværen, Vorhandenheit, Vorhandensein)

### Vedhånden
(Tysk: Zuhanden; også vedhåndenhed, vedhåndenværen, Zuhandenheit, Zuhandensein)
Dette begreb skal formidle det, der er ved hånden (nær på og fortroligt) og til hånden (håndterligt).

### Fænomen
Heidegger kalder "det, der viser sig" for fænomen: "det i-sig-selv-visende, det åbenbare" (VT, s. 48).
Tekststykker

1927 • VT, §7A. Afsnittet om ontologiens fænomenologiske metode i Væren og tid (§7) begynder med første del, begrebet fænomen (§7A), dernæst den anden halvdel, logos (§7B), og til slut det sammensatte ord, fænomenologi (§7C).

### Gelassenheit
Tekst mangler, hjælp os med at skrive teksten

### Hjemfaldelse
(Tysk: Verfallen)
Idet et subjekt interagerer med fænomener i verden, "fortaber" det sig i verden. Snak, nysgerrighed og tvetydighed er måder subjektet forholder sig i verdenen, og hjemfaldsen repræsenterer dette forhold.
Oversættes til tider som forfaldelse, men indeholder derved uønskede bibetydninger (huse der "forfalder", lånet "forfalder").

### I-verden-væren
(Tysk: In-der-welt-sein)
En værensforfatning som bliver udført ved at have en tilstedeværelse i verden.

### Kastethed
(Tysk: Geworfenheit)
Kastethed beskriver og understreger i vi fra vores fødsel er kastet ind i forhold, omstændigheder og en verden vi ikke selv har valgt. Vores familie, land, køn osv. er eksempler på forhold vi er kastet ind i, uden at have indflydelse.
Kastetheden er omvendt også grundlaget for vores frihed, hvad vi vælger at gøre ud fra dét vi er kastet ind i.

### Ligeoprindelig
(Tysk: Gleichursprünglich)
Heidegger henviser her til en oprindelsesmæssig ligeværdighed, dvs. muligheden for at forskellige sager i en struktur kan være selvstændigt fundamentale, uden at én af dem begrunder de andre.

### Lysning
(Tysk: Lichtung)

### Man'et
(Tysk: das Man)
Man'et skal forstås som det kollektive væsen, som individet refererer til i begrundelsen af ens hverdagshandlinger (for eksempel artikuleret som: "jeg ordner min forhave, besøger mine forældre på plejehjem, og stemmer til folketingsvalget - det er bare noget, man gør"). Et selv, der defineres ud fra hvad individet anser for det man bør gøre, er et uautentisk selv, idet en reference til noget eksternt og uspecificérbart udelukker muligheder og derfor muligheden for at tage beslutninger, der udgør et individs udfoldende skæbne.

### Mulighed
(Tysk: Möglichkeit)

### Nærværelse
(Tysk: Anwesenheit; oldgræsk: οὐσία, ousia)
I Væren og tid indfører Heidegger begrebet nærværelse således:
 ... den ligefremme opfatten af noget forhåndenværende i dets rene forhåndenhed, som allerede Parmenides havde valgt som ledetråd for værensudlægningen [...] har den temporale struktur af en ren "gøren indeværende" og bliver forstået som det egentligt værende, opnår dermed sin udlægning med hensyn til: nu-tid, det indeværende, dvs. bliver begrebet som nærværelse, οὐσία (ousia).

### Omhu
(Tysk: Sorge)

#### Varetagelse
(Tysk: Besorgen)
Underordnet det mere generelle begreb omhu og gælder særligt for tilstedeværens omgang med det vedhåndenværende.

#### Omsorg
(Tysk: Fürsorge)
Også underordnet omhuen og gælder særligt for tilstedeværens omgang med andre tilstedeværender.

### Opfatten
(Tysk: Vernehmen)
Heidegger oversætter vernehmen (opfatten) direkte fra det præsokratiske noein (tænkning).

### Ontisk
(Tysk: Ontisch)

### Ontologisk
(Tysk: Ontologisch)

### Altid allerede
(tysk: je schon, immer schon)
Med dette udtryk henviser Heidegger til det a prioriske, dvs. det, der i en given sammenhæng, går forud. Danske variationer over "på forhånd allerede" kan lyde: "altid allerede" og "stedse allerede".

### Samværen
(tysk: Mitsein; medtilstedeværen, Mitdasein)

### Stillads
(tysk: Gestell)
Med begrebet stillads har Heidegger præsenteret en samlebetegnelse for den måde hvorpå enheder frembringes under teknikken. Begrebet stillads kan klargøres ved begrebet "bestand" (Samme på tysk), som karakteriserer den måde hvorpå alt er i teknikkens verden. Bestand kan kort forklares som at være opmagasineret/oplagret til senere brug. F.eks som vinden bliver oplagret til energi i den moderne vindmølle. Vi kan altså sige, at vinden bliver bestand i den moderne vindmølle, at vinden produceres af noget(vindmøllen) til noget, hvilket som helst, andet (energi). Gestell får mennesket til at bestille ting som bestand, gestell er den måde hvorpå det virkelige afdækker sig som (vi kan også sige 'bliver forstået som') bestand (Tysk:"die Weise, nach der sich das Wirkliche als Bestand entbirgt") (GA 7,24).
I Spørgsmålet om teknikken skriver Heidegger: "Still-ads hedder det forsamlende i den stillen, som stiller menneskene, dvs. udfordrer dem til at afdække det virkelige på bestillingens måde som bestand. Still-ads hedder den afdækningsmåde, som hersker i den moderne tekniks væsen og ikke selv er noget teknisk.” (SOT:49-50). I gestell afdækker (forstår) menneskene naturen som naturressourcer, naturen bestilles som bestand, og dasein som human resource (Menschenmaterial). Mennesket er endvidere placeret i den særlige position, at det, modsat andre levende væsener, kan forstå sig selv som bestand og dermed nægte sig sin egen i-verden-væren.
I oversætterens bemærkninger til Spørgsmålet om teknikken og andre skrifter står der, at den "den (af Heidegger tilsigtede) akavethed, der er forbundet med at anvende Gestell som filosofisk term" er forsøgt bevaret i den danske tekst.
Det danske ord 'stillads' oprinder fra en flamsk sammenstilling af det germanske "stellen" med den franske endelse "-age", stellage. Ligesom det tyske præfix 'ge-' (jf. gestell, gemüt, gebirg) kan '-age' markere det forsamlende, der forbinder en række beslægtede anvendelser af ordet.

### Tildragelse
(tysk: Ereignis)
Efterlades nu og da uoversat, fx i "Identitetssætningen" (se Spørgsmålet om teknikken og andre skrifter, Gyldendal) når Heidegger diskuterer etymologien og de filosofiske implikationer af Ereignis, som netop tysk ord.

### Tilskikkelsen
(tysk: Das Geschick)
Et gennemgående tema hos Heidegger er sammenhængen mellem schicken (at sende), Geschick (tilskikkelse, skæbne) og Geschichte (historie). Fra oversætterens bemærkninger til Spørgsmål om teknikken og andre skrifter kan vi læse: "Forbindelsen mellem disse begreber via roden 'schick' (sende, skikke) er umulig at gengive i fuldt omfang på dansk. En vigtig aflægger af dette etymologiske kompleks er det skel, Heidegger konsekvent igennem hele forfatterskabet fastholder mellem geschichtlich og historisch – i oversættelsen gengivet som 'egentligt historisk' / 'historisk', hhv. 'kronologisk-historisk'." (s. 118)

### Tilstedeværen
(tysk: Dasein)
I Væren og tid (§4, 31f.) definerer Heidegger tilstedeværen således:
 Tilstedeværen er et værende, som ikke blot forekommer blandt andre værender. Den udmærker sig snarere ontisk derved, at det for dette værende i dets væren drejer sig om denne væren selv [...] Selve den væren, som tilstedeværen kan forholde sig sådan eller sådan til og altid forholder sig til  på den ene eller den anden måde, kalder vi for eksistens.

På fransk undlader man som regel at oversætte Dasein og bruger blot det tyske begreb. Det samme gælder for den engelske oversættelse, der dog til tider tager til bindestregsordet "being-there". Oversætter Christian Rud Skovgaard skriver (Væren og tid, 475):
 ... hvis Dasein ikke oversættes, så skal det udfoldede begreb Das Sein des Da (her væren af til stede) egentlig også lades i fred, men det kan ikke lade sig gøre ... Oversættelsesproblematikken knytter sig ikke til Sein (væren, être, being), men til Da. Englænderne prøver med there, franskmændene forsøger sig med la. på dansk: dér.

Tilstedeværen oversættes således til tider som dér-væren og til-væren på dansk. Rud Skovgaard motiverer valget af tilstedeværen således:
 ... kort sagt er mennesket ifølge Heidegger netop ikke blot den, som er dér. Fordi vi ikke blot er dér, men altid lever i en verden, kan den svenske oversættelse argumentere for oversættelsen tillvaro (tilværelse), men besværlighederne følger så, fordi Da, hvor det står alene, ikke har meget tilfælles med det nøgne til. Den svenske oversættelse må ligeledes falde tilbage på dér. Tilstedeværen løser hovedsageligt en mængde problemer, fordi til stede formidler den samme åbenhed som Da. En åbenhed eller rettere åbnethed, som er fundamental i hele [Væren og tid]. Da er primært åbenhed og sekundært "dér-hed", men disse betydningsvarianter er slet ikke fremmede på dansk, for man kan jo godt være til stede uden "at være til stede".

De gange, Heidegger citerer den gængse tyske brug af ordet (hos Immanuel Kant eller i øvrigt), oversættes det med tilstedeværelse.

### Uhjemlighed
(Tysk: Unheimlich)
Forstås almindeligvis i betydningen "uhyggelig", men må oversættes direkte, da Heidegger redegør for at det er den bogstavelige betydning af u-hjemlig-hed, der er væsentlig.

### Udskillelsens afgørelse
(tysk: Austrag)
Betyder egentlig blot 'afgørelse', men Heidegger bruger ordet i mere udfoldede neologismer som fx "die Auseinandergetragenen" (muligvis, på dansk: af-hinanden-gørelser). I oversætterens bemærkninger til Spørgsmålet om teknikken (Gyldendal), siger de: "Da der ikke findes en direkte etymologisk parallel på dansk, som kan indløse disse medbetydninger, har det derfor været nødvendgit at udvise en vis opfindsomhed". Derfor altså 'udskillelse', 'udskillelsens afgørelse', 'afgørelse' og 'udskillende afgørelse'.
Omtales i "Metafysikkens onto-teo-logiske forfatning" (se Spørgsmålet om teknikken, Gyldendal).

### Verdenslighed
(Tysk: Weltlichkeit)

### Væren
(Tysk: Sein)
Heidegger adskiller det værende fra væren som sådan, da det forrige forudsætter det andet.

### Væren hen imod døden
(Tysk: Sein zum Tode og Sein zum Ende)
Oversættes både som 'væren hen imod døden' og 'væren hen imod enden'. Det vedrører menneskets grundbetingelse af at være et døende væsen, et væsen med begrænsninger. En forståelse af dette er vejen mod et autentisk selv, idet ingen forståelse af livet eksisterer uden forståelse af døden.

### Væsen
(tysk: Wesen)
Verbet wesen, oversætter visse steder som "at drive sit væsen" (se fx Spørgsmålet om teknikken, Gyldendal).

### Åbnethed
(Tysk: Erschlossenheit)